# دان بيتش برادلي
دان بيتش برادلي (بالإنجليزية: Dan Beach Bradley)‏ هو مبشر أمريكي، ولد في 18 يوليو 1804 في مارسلوس في الولايات المتحدة، وتوفي في 23 يونيو 1873 في بانكوك في تايلاند.